# Drew Pearce

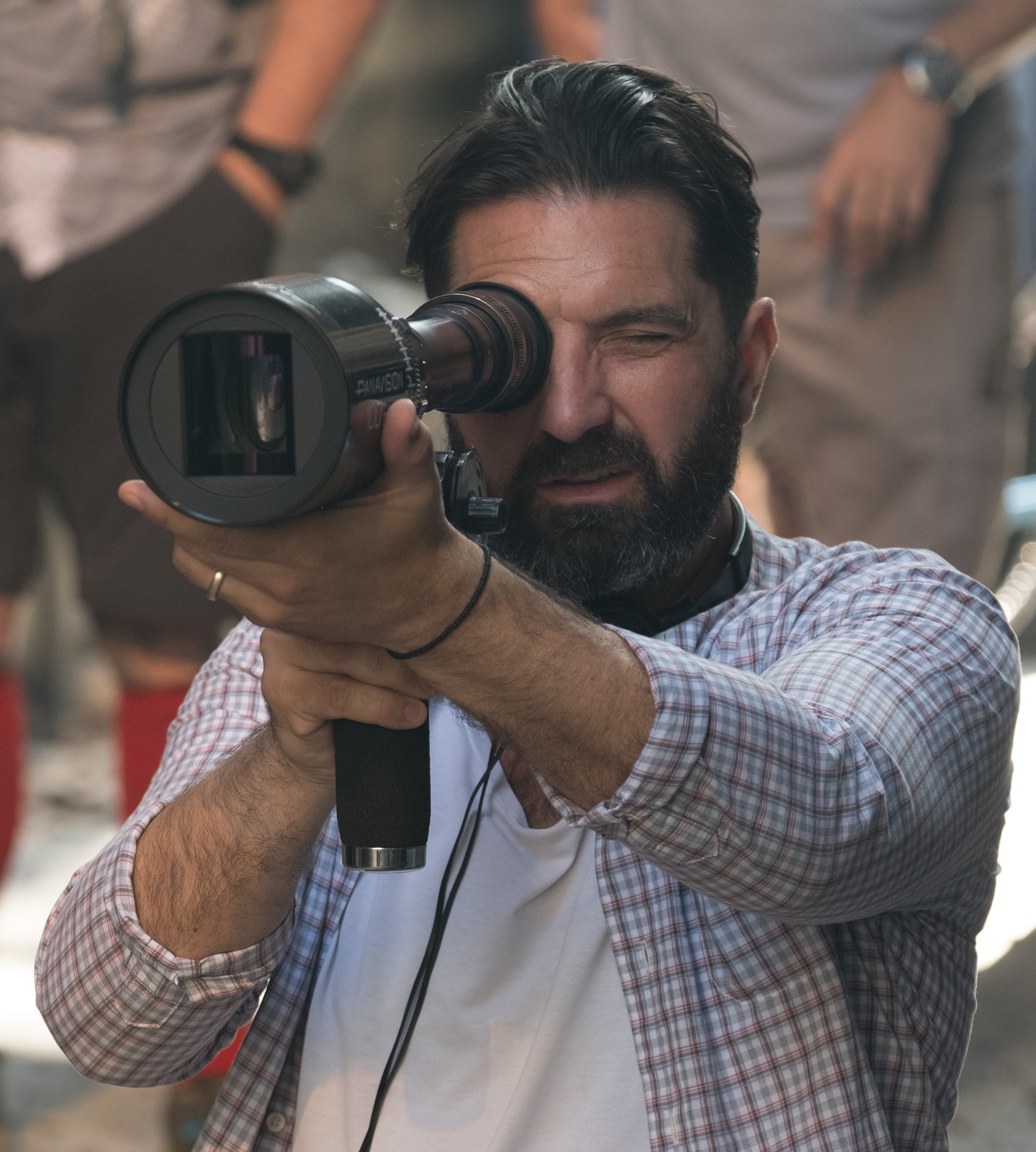
Drew Pearce

Drew Pearce (* 24. August 1975 in Fife, Schottland) ist ein britischer Drehbuchautor, Filmregisseur und Filmproduzent, der durch den Kinofilm Hotel Artemis international bekannt wurde.

## Leben und Karriere
Der 1975 in Schottland geborene Pearce ist seit Ende der 1990er Jahre im Filmgeschäft in verschiedenen Funktionen tätig. Seit Mitte der 2000er Jahre ist er in der Hauptsache als Drehbuchautor und Produzent in Erscheinung getreten. Aus seiner Feder stammen Iron Man 3 aus dem Jahre 2013 und Mission: Impossible – Rogue Nation mit Tom Cruise von 2015. Im Jahre 2019 schrieb er zusammen mit Chris Morgan das Drehbuch zum Actionfilm Fast & Furious: Hobbs & Shaw mit Dwayne Johnson, Jason Statham und Idris Elba.
2018 inszenierte Drew Pearce als Regisseur nach seinem Drehbuch mit Hotel Artemis, einer Science-Fiction-Produktion mit Jodie Foster, Sterling K. Brown und Sofia Boutella in den Hauptrollen, seinen ersten eigenen Kinofilm, den er auch mitproduzierte.

## Filmografie

### Als Drehbuchautor
- 2006: Lip Service (Fernsehserie, 7 Episoden)
- 2007: The Musical Storytellers Ginger & Black (Fernsehkurzfilm)
- 2008–2009: No Heroics (Fernsehserie, 6 Episoden)
- 2009: No Heroics (Fernsehfilm)
- 2013: Iron Man 3
- 2015: Mission: Impossible – Rogue Nation
- 2018: Hotel Artemis
- 2019: Fast & Furious: Hobbs & Shaw (Fast & Furious Presents: Hobbs & Shaw)
- 2024: The Fall Guy

### Als Regisseur
- 2018: Hotel Artemis

### Als Produzent
- 2005: High Spirits with Shirley Ghostman (Fernsehserie, 8 Episoden)
- 2005: Damage Control (Fernsehserie, 17 Episoden)
- 2006: Lip Service (Fernsehserie, 7 Episoden)
- 2007: The Musical Storytellers Ginger & Black (Fernsehkurzfilm)
- 2008–2009: No Heroics (Fernsehserie, 6 Episoden)
- 2009: No Heroics (Fernsehfilm)
- 2017: Don’t Mess with Julie Whitfield (Kurzfilm)
- 2018: Hotel Artemis